# Seneca (Pennsilvània)
Seneca és una concentració de població designada pel cens dels Estats Units a l'estat de Pennsilvània. Segons el cens del 2000 tenia 966 habitants.

## Demografia
Segons el cens del 2000, Seneca tenia 966 habitants, 421 habitatges, i 300 famílies. La densitat de població era de 166,5 habitants/km².
Dels 421 habitatges en un 24% hi vivien nens de menys de 18 anys, en un 62,9% hi vivien parelles casades, en un 5% dones solteres, i en un 28,7% no eren unitats familiars. En el 25,7% dels habitatges hi vivien persones soles el 13,5% de les quals corresponia a persones de 65 anys o més que vivien soles. El nombre mitjà de persones vivint en cada habitatge era de 2,29 i el nombre mitjà de persones que vivien en cada família era de 2,76.
Per edats la població es repartia de la següent manera: un 19,4% tenia menys de 18 anys, un 6,2% entre 18 i 24, un 23,3% entre 25 i 44, un 27,7% de 45 a 60 i un 23,4% 65 anys o més.
L'edat mediana era de 46 anys. Per cada 100 dones de 18 o més anys hi havia 94,8 homes.
La renda mediana per habitatge era de 35.250 $ i la renda mediana per família de 47.083 $. Els homes tenien una renda mediana de 32.750 $ mentre que les dones 20.217 $. La renda per capita de la població era de 18.726 $. Entorn del 3,2% de les famílies i el 6% de la població estaven per davall del llindar de pobresa.

## Poblacions més properes
El següent diagrama mostra les poblacions més properes.